# Ламед
Ла́мед (ивр. לָ֫מֶד‎) — двенадцатая буква еврейского алфавита.
Имеет числовое значение (гематрию) 30. В иврите она обозначает звук [l].
Палеоеврейская буква ламед, вместе с аналогичной ей финикийской буквой 𐤋 происходят от древнеханаанской  и протосинайской  пиктограммы стрекала (заостренной палки, чтобы подгонять быка) или пастушьего посоха с названием ламд (однокоренной глагол имел значения «подтолкнуть, побудить, учить»).
Буква ל (от корня למד‎ — «учиться») используется в израильском знаке учебной машины.

Письменная буква Ламед
Израильский знак «Учебное транспортное средство»